# Cynopotamus tocantinensis
Cynopotamus tocantinensis é uma espécie de peixe da família dos Caracídeos e da ordem dos caraciformes. Os machos podem alcançar 21 cm de comprimento. Vivem em zonas de clima tropical, na América do Sul, mais especificamente, na bacia do rio Tocantins, no Brasil.